# Delias levicki
Delias levicki é uma espécie de borboleta pierine endémica de Mindanau, nas Filipinas.
A envergadura é de cerca de 65-75 milímetros.

## Subespécies
- Delias levicki levicki (Monte Apo, Mindanau)
- Delias levicki borromeoi Schroder e Treadaway, 1984 (Monte Palket, no sul de Mindanau)
- Delias levicki justini Samusawa e Kawamura, 1988 (Monte Kitanlad, norte de Mindanau)
- Delias levicki hokamae Nakano, 1995 (Monte Matutum, sul de Mindanau)
- Delias levicki mandaya Yamamoto e Takei, 1982 (Monte Tagubud, Mindanau)